# Tok Cut-Off

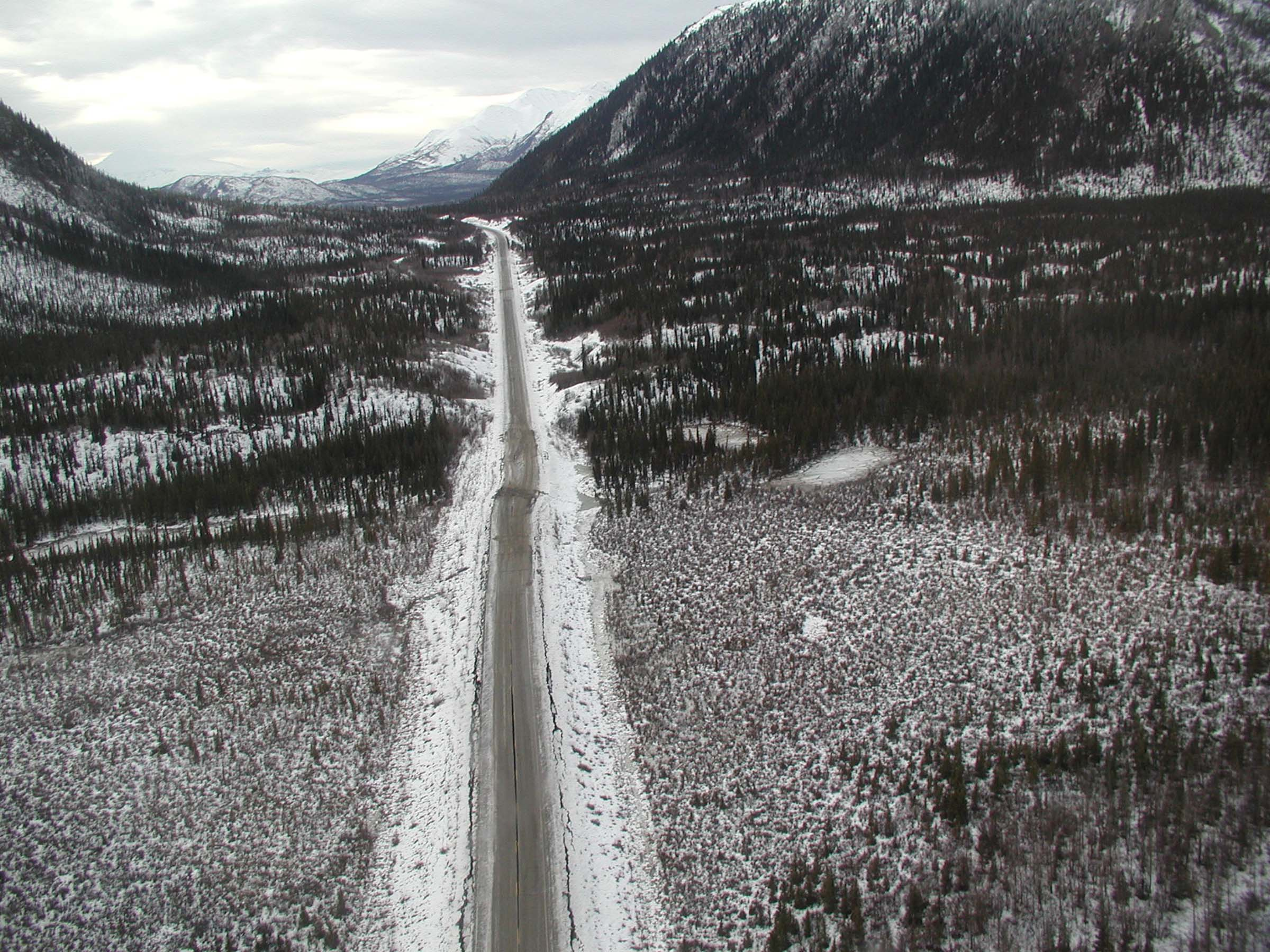
Der Tok Cut-Off kurz nach dem Erdbeben, das 2002 die Region erschütterte

Der Tok Cut-Off ist ein Highway im US-Bundesstaat Alaska, der über eine Distanz von 196 km (122 mi) von der Gakona Junction, 23 km (14 mi) von Glennallen am Richardson Highway liegend, nach Tok am Alaska Highway führt.
Die Straße wurde in den 1940er und 1950er Jahren gebaut, um Tok direkter mit dem Richardson Highway zu verbinden. Sie wurde cut-off (englisch für „Abkürzung“) genannt, weil sie die Fahrstrecke zwischen dem Alaska Highway und Valdez beziehungsweise Anchorage im Vergleich zum Umweg über Delta Junction und den Richardson Highway um 193 km (120 mi) reduziert.
Die Straße wird manchmal als Teil des Glenn Highways bezeichnet.

## Streckenverlauf
Der Tok Cut-Off beginnt an der Gakona Junction als Abzweig vom Richardson Highway. Er führt entlang dem nördlichen Flussufer des Copper River nach Nordosten. Dabei überquert er dessen Zuflüsse Gakona River und Chistochina River. Später folgt er dem Slana River. Nahe dem Mentasta Pass befindet sich die höchste Stelle (⊙) der Strecke mit etwa 750 m Höhe. Der Tok Cut-Off wendet sich ein kurzes Stück nach Osten, bevor er nach Norden schwenkt. Er fließt entlang dem Unterlauf des Little Tok River, überquert diesen später und erreicht den Tok River. Diesen überquert der Tok Cut-Off ebenfalls und verläuft im Anschluss 18 km entlang dessen Westufer nach Nordosten. Der Tok Cut-Off verlässt die Berge der Alaskakette und biegt in Richtung Nordnordost ab. Er führt nun geradlinig durch eine Hochebene nach Tok, dem Endpunkt der Straße.

## Erdbeben 2002
Das Erdbeben, das 2002 die Region erschütterte, verursachte größte Schäden am Cut-Off, vor allem zwischen den Meilensteinen 75 und 83, wo die Straße in ihren Grundfesten zerstört wurde.

## Ortschaften entlang des Tok Cut-Offs
- Gakona Junction (Meile 0, Kilometer 0)
- Gakona (Meile 3, Kilometer 4)
- Chistochina (Meile 33, Kilometer 53)
- Slana und der Wrangell-St.-Elias-Nationalpark, über die Nabesna Road, abzweigend bei Meile 60/Kilometer 96
- Mentasta Lake (Meile 81, Kilometer 130)
- Tok (Meile 125, Kilometer 201)